# The Werewolves of Millers Hollow
The Werewolves of Millers Hollow (tiếng Pháp: Les Loups-garous de Thiercelieux, hay còn được biết đến với cái tên Ma Sói ở Việt Nam) là một trò chơi bài do hai tác giả người Pháp Philippe des Pallières và Hervé Marly có thể chơi với 8 đến 47 người chơi. Trò chơi lấy cảm hứng từ trò chơi bài Mafia của Nga. Trò chơi đã được đề cử tại giải Spiel des Jahres năm 2003.

## Bản Basic Game (Trò chơi cơ bản)

### Lá bài
Trò chơi bao gồm 24 lá bài:
- 4 Sói
- 13 Dân làng
- 1 Tiên tri
- 1 Cô bé ti hí
- 1 Phù thủy
- 1 Thợ săn
- 1 Thần tình yêu
- 1 Ăn trộm
- 1 Trưởng làng
- 1 thần tình yêu
- 1 nhà sư/ccon 1 trưởng làng

### Luật chơi (The Werewolves Of Millers Hollow)

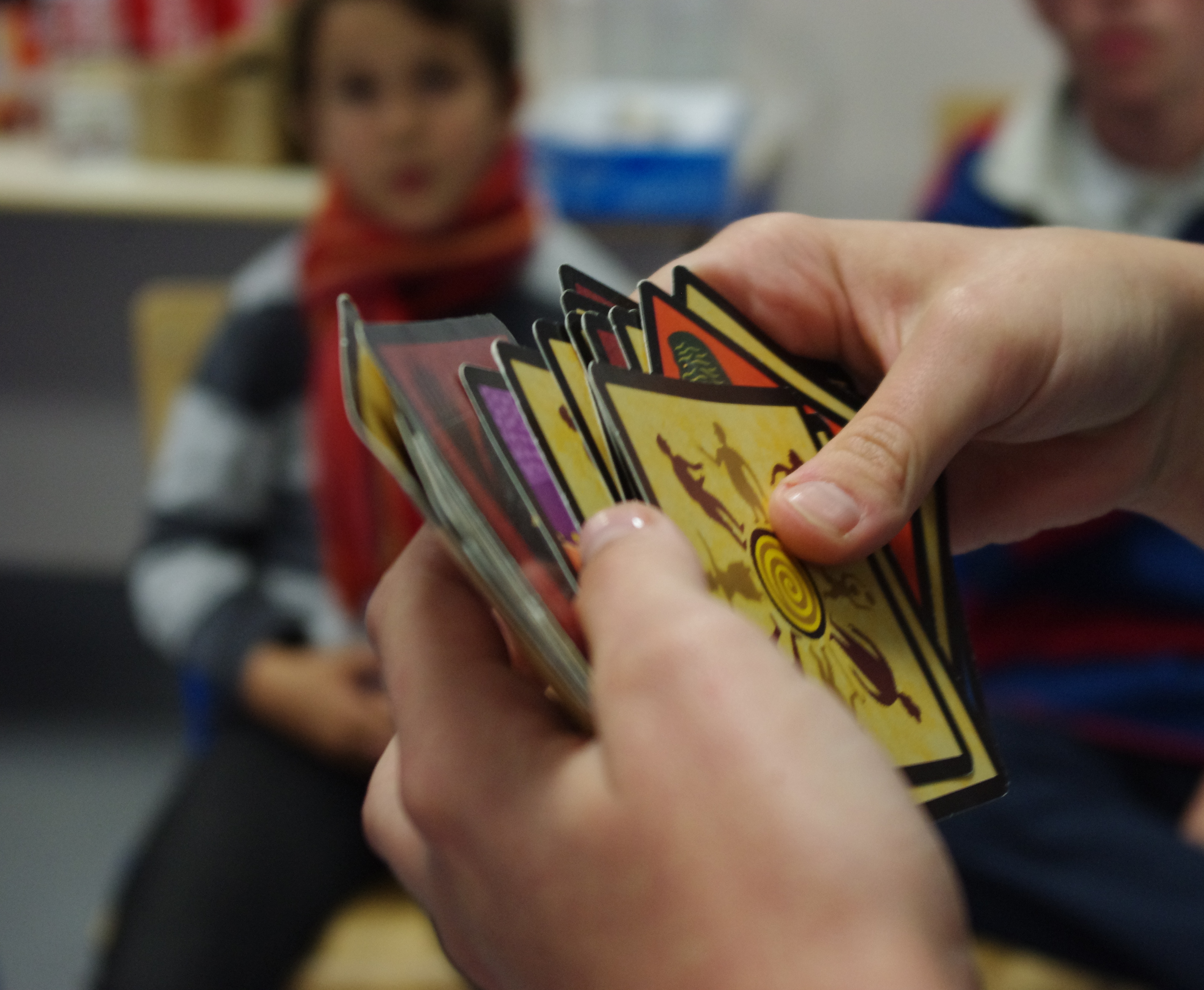
Quản trò chuẩn bị các lá bài.

Trước khi trò chơi bắt đầu, một người sẽ được chỉ định làm quản trò. Các người chơi khác ngồi thành vòng tròn, và quản trò sẽ chọn các vai diễn mà người đó muốn có trong trò chơi. Quản trò đưa cho người chơi mỗi người một lá bài, sau đó tất cả người chơi nhìn vào lá bài của mình mà không nói cho bất kì ai về vai diễn của mình, và lật úp các lá bài đặt trước mặt mình. Trò chơi bao gồm hai giai đoạn:
- Ban đêm: tất cả người chơi nhắm mắt lại ("đi ngủ"). Quản trò lần lượt gọi các chức năng đặc biệt "dậy", mỗi lần như vậy thì người chơi được gọi sẽ mở mắt ("thức dậy"), thực hiện chức năng đặc biệt của mình theo sự hướng dẫn của quản trò trong im lặng và nhắm mắt lại.

Ví dụ:
Khi quản trò gọi: "Sói ơi, dậy đi.", những người chơi được giao cho nhân vật "Sói" để mở mắt và nhìn nhau. Quản trò nói tiếp: "Sói ơi, đêm nay Sói muốn giết ai?" hoặc là "Sói ơi, hãy tìm con mồi của mình đi.", những người chơi trong vai trò trên sau khi đã thống nhất (trong im lặng) sẽ chỉ tay về phía mục tiêu hay con mồi của mình. Quản trò sẽ ghi nhớ lại các nạn nhân và yêu cầu Sói đi ngủ: "Sói ơi, đi ngủ đi.". Quản trò cũng sẽ làm tương tự như vậy đối với các nhân vật khác. Thứ tự gọi tên các nhân vật của quản trò có thể tuỳ thuộc vào cách xây dựng trò chơi của mọi người.

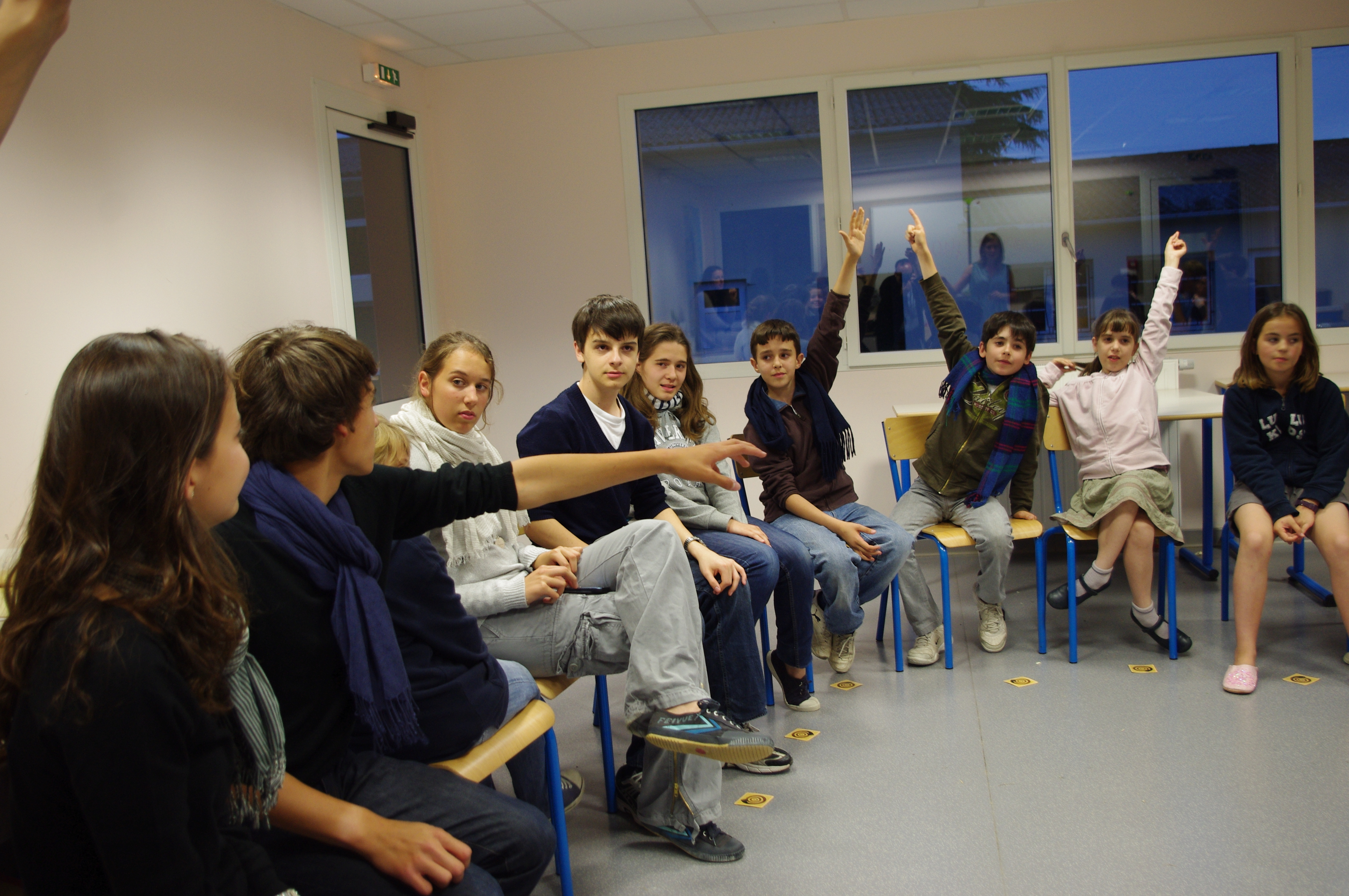
Mọi người đang tranh luận.

- Ban ngày: mọi người cùng mở mắt. Quản trò sẽ thông báo những người chơi đã bị giết vào đêm qua. Những người đó không được phép nói chuyện hay bàn bạc gì với những người còn lại ("còn sống") của trò chơi. Tuỳ thuộc vào việc cách chơi của bạn có yêu cầu rằng người chết sẽ bị tiết lộ danh tính hay không mà quản trò sẽ tiết lộ danh tính người chết (thường là không). Sau đó, những người sống sót sẽ tranh luận và loại một người chơi nào đó ra mà họ nghĩ là Sói ("treo cổ").

### Nhóm nhân vật
Ở dạng cơ bản của trò chơi, có hai phe nhân vật khác nhau:
- Phe Ma sói: mục tiêu của họ là phải loại được hết tất cả dân thường.
- Phe Dân làng (những lá bài không có hình Sói): mục tiêu của họ là loại được hết tất cả ma sói.

Lá Ma sói

Vào mỗi đêm, phe Ma sói chọn một (có thể thay đổi ở bản mở rộng thứ ba là Characters) người chơi làm con mồi và giết. Nạn nhân có thể là bất kì ai ngoại trừ quản trò, bao gồm cả những con sói khác. Ngày hôm sau, họ phải giả vờ đóng vai là dân làng và ra vẻ không khả nghi. Số lượng ma sói có thể thay đổi tuỳ theo số người chơi.
Một số nhân vật phe Dân làng bao gồm:

##### Dân làng
Các nhân vật thuộc phe Dân làng: Dân làng, Tiên tri, Phù thủy, Thợ săn, Thần tình yêu, Ăn trộm, Cô bé, Trưởng làng. Họ không có chức năng đặc biệt gì ngoài việc tìm ra Sói và có quyền bỏ phiếu.
Tiên Tri
Mỗi đêm, Tiên tri có thể chọn người để soi và khám phá ra danh tính thực sự của một người chơi nào đó. Tiên tri phải giúp các Dân làng khác trong việc tìm ra Sói nhưng đồng thời không được để Sói phát hiện thân phận của mình.

##### Thợ săn
Khi Thợ săn chết hoặc bị loại, dù là dưới bất kì hình thức nào, hắn cũng có thể chọn và giết thêm một người chơi nữa. Từ đêm thứ 2 thợ săn có quyền bắn 1 người (duy nhất) chết vào mỗi đêm.

##### Thần tình yêu (Cupid)
Vào đêm đầu tiên, quản trò gọi Thần tình yêu dậy và Thần tình yêu sẽ chọn ra hai người yêu nhau. Quản trò sẽ gọi hai người này dậy và làm hai người này yêu nhau theo ý của Thần tình yêu. Họ sẽ biết được mặt và vai trò của nhau. Nếu một người chết, người kia cũng chết theo. Người yêu này không thể bỏ phiếu chống lại người yêu kia. Nếu hai người yêu thuộc hai phe khác nhau (Sói và Dân) thì mục tiêu ban đầu của họ sẽ thay đổi; nghĩa là họ phải loại tất cả những người chơi còn lại ngoại trừ họ.

##### Phù thủy
Phù thủy sở hữu hai bình thuốc:
- một bình để cứu một người;
- một bình để giết một người:

Phù thủy chỉ được sử dụng mỗi bình một lần trong cả ván chơi và có thể sử dụng cả hai bình trong một đêm. Mỗi đêm, quản trò gọi Phù thủy dậy và cho Phù thủy biết hôm qua ai đã bị Sói giết vào đêm đó và Phù thủy có quyền quyết định có cứu người đó hay không. Sau đó, quản trò sẽ hỏi Phù thủy có muốn dùng bình "giết" giết ai đó không. Phù thủy có thể trả lời là cứu hoặc không cứu bằng các cử chỉ như gật đầu hoặc lắc đầu; có thể giết ai đó bằng cách chỉ tay vào mục tiêu và không giết ai đó bằng cách lắc đầu hoặc không chỉ ai hết. Một khi đã dùng bình thì Phù thủy sẽ mất đi chức năng tương ứng, tuy nhiên Phù thủy vẫn được gọi dậy vào mỗi đêm và biết được người chơi nào chết.
Lưu ý, nếu người mà Phù thủy muốn cứu đã được bảo vệ bởi Bảo vệ, quản trò sẽ ra hiệu lắc tay, ý muốn nói rằng người đó không chết.

##### Cô bé
Từ đêm thứ hai, Cô bé có thể ti hí nhìn khi Sói thức giấc. Nếu bị Sói phát hiện và giết, Cô bé sẽ là người chết, thay thế nạn nhân ban đầu mà Sói giết.

##### Trưởng làng
Bất kì người chơi có thể nhận được lá bài này ngoài lá bài hiện tại họ đang giữ. Trưởng làng được chọn nhờ vào sự bỏ phiếu của mọi người. Khi mọi người bỏ phiếu treo giàn thì phiếu của Trưởng làng sẽ được tính là 2 phiếu thay vì 1. Nếu Trưởng làng chết, người chơi đó có quyền chuyển quyền làm Trưởng làng cho bất kì ai.

##### Ăn trộm
Khi trong trò chơi có vai Ăn trộm, quản trò sẽ thêm vào hai lá bài chức năng khác vào bộ bài và chia đều cho người chơi. Sau khi mỗi người chơi đã nhận được lá bài của mình, hai lá bài sẽ được đặt ở ngoài. Khi Ăn trộm thức dậy trong đêm đầu tiên, người chơi đó có thể được nhìn và chọn một trong hai vai chức năng được đặt ở ngoài đó làm vai của mình. Ăn trộm sẽ sử dụng lá bài đó cho đến khi trò chơi kết thúc. Nếu ít nhất một trong hai lá bài đó là Sói, Ăn trộm phải lấy một trong hai lá bài Sói cho đến khi kết thúc trò chơi.

### Lượt chơi
Thứ tự lần lượt:
- Ăn trộm (chỉ đêm đầu tiên)
- Thần tình yêu (chỉ đêm đầu tiên)
- Hai người "yêu nhau" mà Thần tình yêu chọn (chỉ đêm đầu tiên)
- Sói
- Tiên tri
- Phù thủy
- Thợ săn

## Bản mở rộng thứ nhất: New Moon (Trăng non)

Các nhân vật mới trong bản mở rộng New Moon, gồm: (từ trái sang) Thằng ngốc, Già làng, Kẻ thế thân, Bảo vệ và Thổi sáo.

Các nhân vật mới trong bản mở rộng New Moon bao gồm:

##### Thằng ngu
Nếu dân làng bỏ phiếu loại Thằng ngu, lá bài nhân vật Thằng ngu sẽ được lộ diện bởi người chơi sở hữu. Dân làng sẽ biết rằng họ đã bỏ phiếu nhầm người và sẽ bỏ phiếu lại. Thằng ngu vẫn sống sót nhưng đã mất khả năng được bỏ phiếu.

##### Già làng
Lần đầu khi bị Sói tấn công, Già làng sẽ kháng cự lại và không chết. Chỉ khi bị cắn lần thứ hai thì Già làng mới bị loại.
Nếu Già làng bị giết bởi Phù thủy, Thợ săn hay Dân làng thì Già làng sẽ mất hết năng lực và bị loại. Tuy nhiên, nếu giết phải Già làng thì các chức năng đặc biệt của các vai đặc biệt trong trò chơi sẽ bị xoá bỏ (trừ thợ săn) cho đến khi trò chơi kết thúc.

##### Kẻ thế thân (hay Oan nhân)
Nếu phe Dân làng không ai chắc chắn hoặc không đồng ý về việc chọn người chơi nào đó bị loại, Kẻ thế thân sẽ là người bị loại thay thế. Tuy nhiên, Kẻ thế thân có quyền quyết định ai sẽ là người trong phe Dân làng có thể bỏ phiếu vào sáng hôm sau.

##### Bảo vệ
Vào mỗi đêm, Bảo vệ có thể bảo vệ một người chơi nào đó bị Sói tấn công. Bảo vệ có thể bảo vệ chính mình, nhưng không thể bảo vệ cùng một người trong hai đêm liên tiếp.

##### Thổi sáo
Mục tiêu của Thổi sáo là thôi miên tất cả các người chơi còn sống sót ngoại trừ chính mình. Mỗi đêm, Thổi sáo sẽ được thôi miên hai người. Những người bị thôi miên sau đó sẽ thức dậy và biết mặt của những người đã thức dậy ở đêm trước đó.

### Các lá bài event (sự kiện)
Trong bản mở rộng New Moon, bộ bài sẽ kèm theo 36 lá bài event (sự kiện). Vào mỗi buổi sáng, ngoại trừ sáng đầu tiên, sẽ xảy ra các sự kiện có ảnh hưởng đến hoạt động thường nhật của cả làng. Lật úp các lá bài sự kiện lại, trộn chúng lên và đặt ở giữa. Mỗi buổi sáng, sau khi công bố người đã chết đêm qua, quản trò sẽ rút một lá bài sự kiện và đọc to nội dung lá bài cho mọi người nghe. Quản trò có thể rút được một trong hai loại lá bài:
1. Nội dung chỉ dẫn của lá bài có ảnh hưởng trong suốt cuộc chơi;
2. Nội dung chỉ dẫn của lá bài có ảnh hưởng trong suốt cuộc chơi chỉ vào sáng hoặc đêm ngày hôm sau.

### Thứ tự gọi dậy
Thứ tự lần lượt: (chơi cùng với bản Basic Game)
- Kẻ thế thân (chỉ đêm đầu tiên)
- Thằng ngu (chỉ đêm đầu tiên)
- Cô bé
- Ăn trộm (chỉ đêm đầu tiên)
- Thần tình yêu (chỉ đêm đầu tiên)
- Hai người "yêu nhau" mà Thần tình yêu chọn (chỉ đêm đầu tiên)
- Bảo vệ
- Sói cô độc
- Tiên tri
- Phù thủy
- Thợ săn
- Già làng
- Thổi sáo

## Bản mở rộng thứ hai: The Village (Làng)

### Nhân vật mới
Bản mở rộng này bao gồm 3 nhân vật mới:

##### Sói cô độc
Mục tiêu của Sói trắng là trở thành kẻ duy nhất sống sót. Sói trắng thức dậy mỗi đêm cùng với những Ma sói khác khi được Quản trò gọi. Cứ mỗi hai đêm, Sói trắng sẽ thức dậy sau các Ma sói khác và có thể giết một "đồng loại" của mình.

##### Con quạ
Sau khi tất cả người chơi khác đã đi ngủ, vào cuối mỗi đêm, Con quạ có thể chọn một người mà Con quạ nghi ngờ. Quản trò sẽ đặt lá bài Nguyền rủa trước "cửa nhà" người chơi đó. Người chơi này sẽ mặc nhiên phải chịu thêm 2 phiếu biểu quyết vào sáng hôm sau.

##### Kẻ phóng hoả
Khi Kẻ phóng hoả thức dậy vào mỗi đêm, hắn có thể chọn một ngôi nhà bất kì mà hắn muốn đốt cháy và chỉ được chọn một lần duy nhất trong suốt cuộc chơi. Quản trò sau đó sẽ đặt lá bài Hoả hoạn trước ngôi nhà bị đốt cháy. Sáng hôm sau, chủ ngôi nhà đó sẽ bị biến thành Vô gia cư, một vai mới.
Nếu chủ nhà của ngôi nhà bị phóng hoả là mục tiêu của Ma sói trong đêm đó, chủ nhà đó sẽ sống sót vào sáng hôm sau và con Ma sói gần chủ nhà nhất về phía bên phải sẽ chết.

### Các truồng lợn
Các ngôi nhà sẽ được Quản trò giao cho những người chơi sở hữu các lá bài chức vụ (mới). Các lá bài chức vụ có thể được phát cho người chơi bằng các cách:
- Lật úp những lá bài đó và phát ngẫu nhiên cho các người chơi;
- Lật úp những lá bài đó và người chơi có quyền chọn một lá bài bất kì họ muốn.
- Cho người chơi tự chọn chức vụ của mình theo một thứ tự nào đó.

Một số chức vụ sẽ có năng lực vĩnh viễn trong suốt cuộc chơi. Các người chơi có thể giữ các lá bài chức vụ của mình cho đến hết trò chơi. Ngược lại, một số chức vụ chỉ có năng lực một lần trong cuộc chơi. Quản trò sẽ thu lại các lá bài chức vụ đó nếu người chơi đã sử dụng năng lực.
Một số chức vụ có thể phục hồi năng lực duy nhất một lần cho chức vụ khác. Nếu vậy, Quản trò sẽ trả lại lá bài chức vụ cho chủ nhà tương ứng.

##### Nông dân
- Nhà ở: Trang trại
- Năng lực: Vĩnh viễn
- Bắt đầu từ lượt chơi thứ hai (sáng ngày thứ hai), Trưởng làng sẽ bầu ra 6 Nông dân. Quản trò sẽ đưa 6 lá bài Con bò cho họ.
- Nếu Trưởng làng chết, Trưởng làng có thể bầu một Nông dân khác lên thay mình.
- Trưởng làng sẽ không còn nếu tất cả Nông dân chết.

##### Thợ làm bánh
- Nhà ở: Tiệm làm bánh
- Năng lực: Vĩnh viễn
- Ngay sau khi quản trò nói "Sói ơi, đi ngủ đi.", Thợ làm bánh có thể mở mắt.
- Sau khi quan sát và biết ai là Thợ làm bánh, quản trò ra hiệu cho Thợ làm bánh đi ngủ và đêm tiếp tục.

##### Hiệu trưởng
- Nhà ở: Trường học
- Năng lực: Vĩnh viễn
- Hiệu trưởng không thể biểu quyết.
- Vào mỗi sáng, Hiệu trưởng có thể cấm 2 người chơi biểu quyết. Nhưng Hiệu trưởng cùng 2 người đó vẫn có quyền tranh luận cùng những người khác.
- Hiệu trưởng không thể cấm Vô gia cư biểu quyết.